# Тарасо-Шевченківська сільська рада
Тара́со-Шевче́нківська сільська́ ра́да — адміністративно-територіальна одиниця та орган місцевого самоврядування в Ріпкинському районі Чернігівської області. Адміністративний центр — село Тараса Шевченка.

## Загальні відомості
Тарасо-Шевченківська сільська рада утворена у 1931 році.
- Територія ради: 104,19 км²
- Населення ради: 762 особи (станом на 2001 рік)

## Населені пункти
Сільській раді підпорядковані населені пункти:
- с. Тараса Шевченка
- с. Корольча
- с. Мокрі Велички
- с. Незаможне

## Склад ради
Рада складається з 12 депутатів та голови.
- Голова ради: Тарасевич Тетяна Миколаївна

### Керівний склад попередніх скликань
| Прізвище, ім'я, по батькові  | Основні відомості                                                                                    | Дата обрання | Дата звільнення |
| ---------------------------- | --- | ------------ | --------------- |
| Сидоренко Михайло Михайлович | Сільський голова, 1953 року народження, член Народної партії                                         | 26.03.2006   | 31.10.2010      |
| Вовк Сергій Миколайович      | Сільський голова, 1957 року народження, освіта середня спеціальна, член Комуністичної партії України | 31.10.2010   | 11.12.2011      |
| Тарасевич Тетяна Миколаївна  | Сільський голова, 1977 року народження, освіта середня спеціальна, член Партії регіонів              | 11.12.2011   |                 |

Примітка: таблиця складена за даними сайту Верховної Ради України

### Депутати
За результатами місцевих виборів 2010 року депутатами ради стали:

#### За суб'єктами висування
| Суб'єкт висування            | Кількість обраних депутатів | %    |
| ---------------------------- | --------------------------- | ---- |
| Партія регіонів              | 5                           | 41,7 |
| Соціалістична партія України | 3                           | 25   |
| Народна партія               | 2                           | 16,7 |
| Самовисування                | 2                           | 16,7 |

#### За округами
| № округу                     | Прізвище, ім'я, по батькові    | Дата визнання обраним | Освіта             | Партійна приналежність             | Відомості про обраного депутата                        |
| ---------------------------- | ------------------------------ | --------------------- | ------------------ | ---------------------------------- | ------------------------------------------------------ |
| Народна Партія               |                                |                       |                    |                                    |                                                        |
| 1                            | Брагида Олена Леонідівна       | 01.11.2010            | вища               | член Народної партії               | приватний підприємець                                  |
| 11                           | Зленко Ольга Василівна         | 01.11.2010            | вища               | член Народної партії               | Тарасошевченківська сільська рада, секретар            |
| Партія регіонів              |                                |                       |                    |                                    |                                                        |
| 3                            | Брагида Любов Михайлівна       | 01.11.2010            | середня            | член Партії регіонів               | ТОВ ім. Шевченка, доглядач тварин                      |
| 4                            | Тарасевич Вікторія Степанівна  | 01.11.2010            | середня            | член Партії регіонів               | пенсіонер                                              |
| 5                            | Клевець Любов Михайлівна       | 01.11.2010            | середня            | член Партії регіонів               | ТОВ ім. Шевченка, доярка                               |
| 6                            | Горбачова Олександра Василівна | 01.11.2010            | середня            | член Партії регіонів               | загальноосвітня школа с. Тараса Шевченка, техпрацівник |
| 8                            | Граб Іван Васильович           | 01.11.2010            | вища               | член Партії регіонів               | Мекшунівське лісництво, помічник лісничого             |
| Соціалістична партія України |                                |                       |                    |                                    |                                                        |
| 7                            | Бондар Олексій Дмитрович       | 01.11.2010            | середня            | член Соціалістичної партії України | ТОВ ім. Шевченка, пилорамщик                           |
| 9                            | Семенюк Анатолій Олександрович | 01.11.2010            | середня            | член Соціалістичної партії України | тимчасово не працює                                    |
| 10                           | Грищенко Микола Миколайович    | 01.11.2010            | вища               | член Соціалістичної партії України | ВОХР м. Славутич, охоронець                            |
| Самовисування                |                                |                       |                    |                                    |                                                        |
| 2                            | Маєвська Ольга Михайлівна      | 01.11.2010            | середня            | позапартійна                       | тимчасово не працює                                    |
| 12                           | Симонова Олена Володимирівна   | 27.02.2012            | середня спеціальна | позапартійна                       | Тарасо-Шевченківська сільська рада, секретар виконкому |